# Quando per ammirabile disposizione
Quando per ammirabile disposizione è un motu proprio emanato da papa Pio VII il 6 luglio 1816. Il titolo completo del documento è: "Quando per ammirabile disposizione della divina Provvidenza. Sull'organizzazione dell'amministrazione pubblica".
Il testo costituisce un punto fermo nella modernizzazione dell'amministrazione fiscale e giudiziaria dello Stato Pontificio (abolendo, tra l'altro, la tortura), ispirandosi al modello d'Oltralpe e avvalendosi molto probabilmente della collaborazione del cardinal segretario di stato, Consalvi. Il provvedimento giunse in un momento storico particolare: si era concluso da poco il Congresso di Vienna; Pio VII era tornato da due anni al soglio pontificio dopo gli anni di prigionia presso la corte di Napoleone.

## Testo
Il testo legislativo, redatto in italiano per la lunghezza di 6 Titoli e che si avvalse della collaborazione del cardinal Segretario di Stato Ercole Consalvi, impose una profonda e articolata riforma organizzativa dello Stato Pontificio (Titolo I), che investì anche l'organizzazione della giustizia civile e criminale (rispettivamente, Titoli II e III). Lo Stato venne diviso amministrativamente in 13 delegazioni e quattro legazioni (Bologna, Ferrara, Forlì, Ravenna), oltre al Distretto di Roma ribattezzato Comarca, facenti capo ciascuna ad un delegato, che doveva essere un prelato: egli non aveva potere giudiziario nelle materie di diritto civile e criminale, competenza invece dei due Governatori (ciascuno per una delle due materie) a lui direttamente sottoposti. Era prevista la possibilità di appellarsi, segnatamente anche nei casi capitali, dove fu possibile per l'imputato richiamarsi ai testimoni. Risulta particolarmente rilevante l'abolizione perpetua della tortura ("l'uso dei tormenti", Titolo 3, art. 96).
Il testo ordina anche, al Titolo VI, art. 19 e nell'ambito della riforma fiscale che ebbe un primo episodio nel motu proprio Le più colte del 1801 (che abrogò e unificò 32 diverse gabelle, con effetti di una prima semplificazione del fisco), la redazione di un nuovo e più efficace catasto che per la prima volta fu particellare, sulla base dell'esperienza napoleonica. Esso verrà completato per tutto lo Stato solo nel 1835 da Gregorio XVI e che, per questo motivo, sarà comunemente noto come catasto gregoriano.
Viene inoltre abolito il rapporto di vassallaggio di origine feudale, a danno dei baroni (Titolo 2, art. 29), tramutando tutti i titoli nobiliari concessi dal papato e ancora in essere come onorifici e quindi slegati dal possesso diretto della terra.
Si conferma l'abolizione perpetua dell'uso della tortura (i "tormenti") e della "corda", già interdetti in precedenza.
Se le disposizioni riguardanti la riorganizzazione finanziaria risultano tra le più complete, il testo delinea anche la creazione e la pubblicazione di un vero e proprio Codice Civile, che iniziò con la pubblicazione del Codice di procedura civile con successivo motu proprio emanato il 22 novembre 1817 e il Regolamento provvisorio di commercio nel 1821; il progetto rimase dunque incompiuto sino alla morte del pontefice.